# لوکاس داشنر
لوکاس داشنر (انگلیسی: Lukas Daschner؛ زادهٔ ۱ اکتبر ۱۹۹۸) بازیکن فوتبال اهل آلمان است.
از باشگاه‌هایی که در آن بازی کرده‌است می‌توان به باشگاه فوتبال دویسبورگ اشاره کرد.